# Jardine Juniper

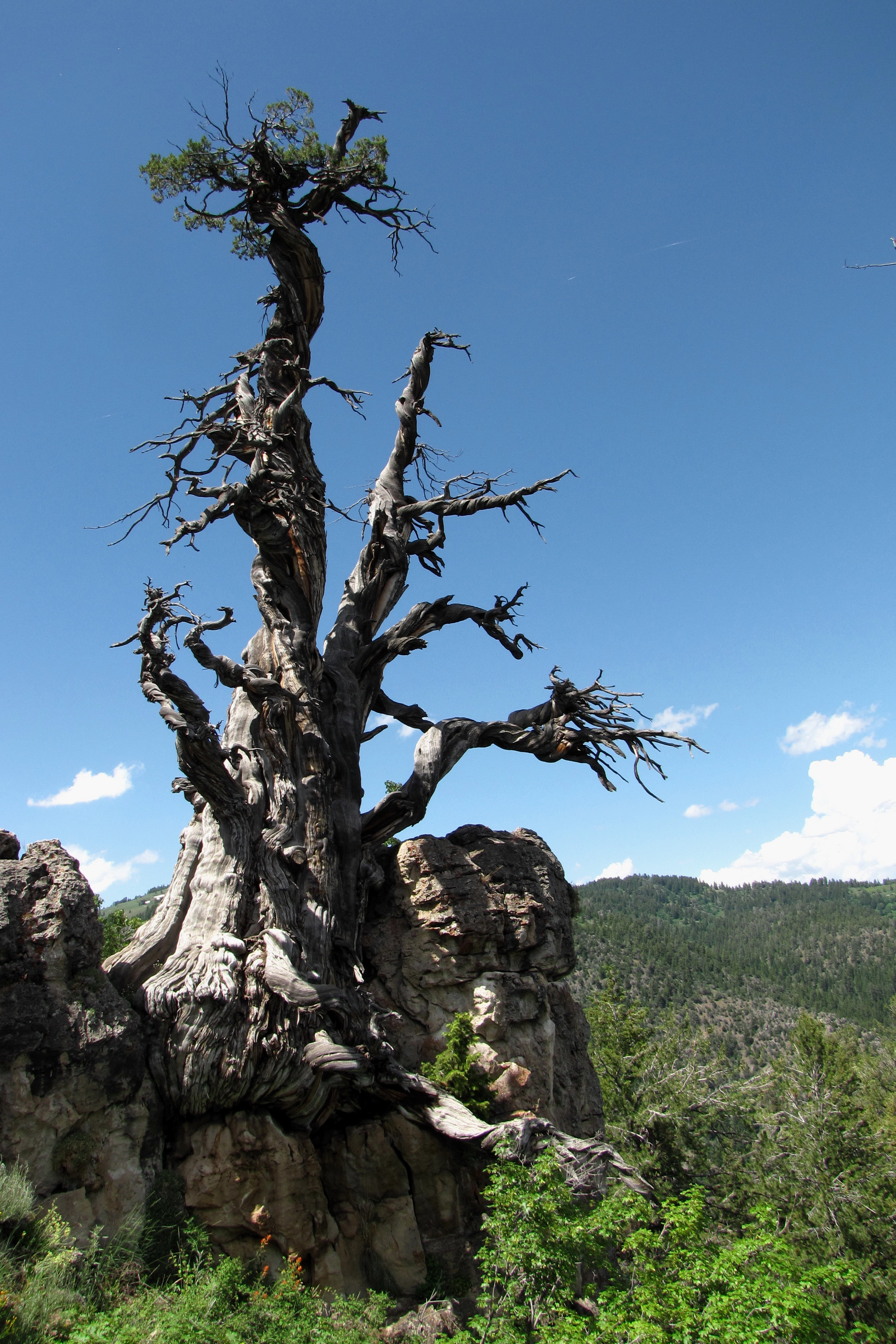
O Jardine Juniper em 2011

Zimbro Jardine é um indivíduo da espécie zimbro das Montanhas Rochosas encontrado dentro do Logan Canyon na Floresta Nacional de Cache. Frequentemente creditado com uma idade de mais de 3.000 anos, amostras principais coletadas na década de 1950 revelaram que ela tinha algo em torno de 1.500 anos. Fica a aproximadamente 40 pés (12 m) de altura e sua circunferência foi medida em 284 polegadas (720 cm). Descoberto em 1923 por Maurice Blood Linford enquanto era estudante na Faculdade Agrícola do Estado de Utah (USAC), foi nomeado após o ex-aluno da USAC e ex-secretário de Agricultura dos Estados Unidos, William Marion Jardine (1879–1955).